# رودریگو آمارال
رودریگو آمارال (انگلیسی: Rodrigo Amaral؛ زادهٔ ۲۵ مارس ۱۹۹۷) بازیکن فوتبال اهل اروگوئه است.
از باشگاه‌هایی که در آن بازی کرده‌است می‌توان به باشگاه فوتبال استودیانتس و باشگاه فوتبال ناسیونال اروگوئه اشاره کرد.
وی همچنین در تیم ملی فوتبال تیم ملی فوتبال زیر ۲۰ سال اروگوئه بازی کرده‌است.